# Wharton School
Wharton School of the University of Pennsylvania (także: Wharton School / Wharton) – amerykańska szkoła biznesu, będąca wydziałem Uniwersytetu Pensylwanii w Filadelfii.
Utworzona w 1881 roku jako pierwsza uniwersytecka szkoła biznesu na świecie. Jej założycielem był amerykański przedsiębiorca Joseph Wharton.
Od wielu lat znajduje się w czołówce szkół biznesu na świecie. W 2006 roku w światowym rankingu studiów MBA „Business Week” znalazła się na 2. miejscu, oraz na 1. miejscu w kategorii biznesowych programów licencjackich. W rankingu USNews na rok 2007 zajęła 3. miejsce w kategorii studiów magisterskich z zakresu zarządzania.
Absolwentem Wharton School jest m.in. Donald Trump. Na uczelni tej studiowali też Elon Musk i Warren Buffett.